# Hugo de León
Hugo Eduardo de León Rodríguez (27 lutego 1958) – piłkarz urugwajski, środkowy obrońca, stoper. Wzrost 189 cm, waga 80 kg. Później trener.
De León rozpoczął karierę piłkarską w 1977 w klubie Club Nacional de Football, z którym zdobył dwa tytuły mistrza Urugwaju - w 1977 i 1980, wygrał Copa Libertadores 1980 oraz zdobył Puchar Interkontynentalny.
Jako gracz Nacionalu wystąpił w turnieju Copa América 1979, gdzie Urugwaj odpadł już w fazie grupowej. De León zagrał we wszystkich czterech meczach - dwóch z Ekwadorem i dwóch z Paragwajem.
Wziął udział w bardzo mocno obsadzonym turnieju Mundialito, rozegranym w 50 rocznicę pierwszych mistrzostw świata, wygranym przez Urugwaj.
W 1981 przeniósł się do Brazylii by grać w klubie Gremio Porto Alegre, z którym w tym samym roku zdobył mistrzostwo Brazylii. Razem z Gremio wygrał turniej Copa Libertadores 1983, a następnie drugi raz w swej karierze zdobył klubowy Puchar Świata.
W Brazylii występował także w barwach klubów Corinthians Paulista i Santos FC, po czym przeniósł się na krótko do Hiszpanii, do klubu CD Logroñés. W 1988 wrócił do Urugwaju, by jeszcze w tym samym roku zwyciężyć wraz z Nacionalem w Copa Libertadores 1988 i po raz trzeci w swej karierze zdobyć klubowy Puchar Świata. W 1989 zdobył jeszcze Copa Interamericana oraz Recopa Sudamericana.
Wziął udział w turnieju Copa América 1989, w którym Urugwaj zdobył miano wicemistrza Ameryki Południowej. De León zagrał we wszystkich 7 meczach - 4 meczach grupowych z Ekwadorem, Boliwią, Chile i Argentyną, oraz trzech spotkaniach fazy finałowej, z Paragwajem, Argentyną i Brazylią.
Pod koniec 1989 przeniósł się do River Plate, z którym w sezonie 1989/90 zdobył mistrzostwo Argentyny.
Będąc graczem River Plate wziął udział w finałach mistrzostw świata w 1990 roku, gdzie Urugwaj dotarł do 1/8 finału. De León zagrał we wszystkich czterech meczach - z Hiszpanią, Belgią, Koreą Południową i Włochami.
Po mistrzostwach de León wrócił do Nacionalu, jednak w 1991 znów znalazł się w Brazylii, w klubie Botafogo FR. W Botafogo nie grał jednak długo i w 1992 znów był graczem Nacionalu. W tym samym roku zdobył swój trzeci tytuł mistrza Urugwaju. W 1993 zakończył karierę piłkarską.
Od lipca 1979 do czerwca 1990 rozegrał w reprezentacji Urugwaju 48 meczów.
Po zakończeniu kariery piłkarskiej de León został trenerem. Pracował w wielu klubach w Urugwaju, Brazylii i w Meksyku - m.in. w Nacionalu, Gremio i CF Monterrey. Z Nacionalem trzykrotnie zdobył mistrzostwo Urugwaju - w 1998, 2000 i 2001.